# Paleolítico
O Paleolítico (παλαιός, palaiós="antigo",  λίθος, lithos="pedra",  "pedra antiga") ou Idade da Pedra Antiga, é um período na pré-história humana que se distingue pelo desenvolvimento original de ferramentas de pedra e que representa quase todo o período da tecnologia da pré-história humana. Estende-se desde o primeiro uso conhecido de ferramentas de pedra por hominídeos, c. 3,3 milhões de anos atrás, até o final do Pleistoceno, c. 11.650 cal AP.

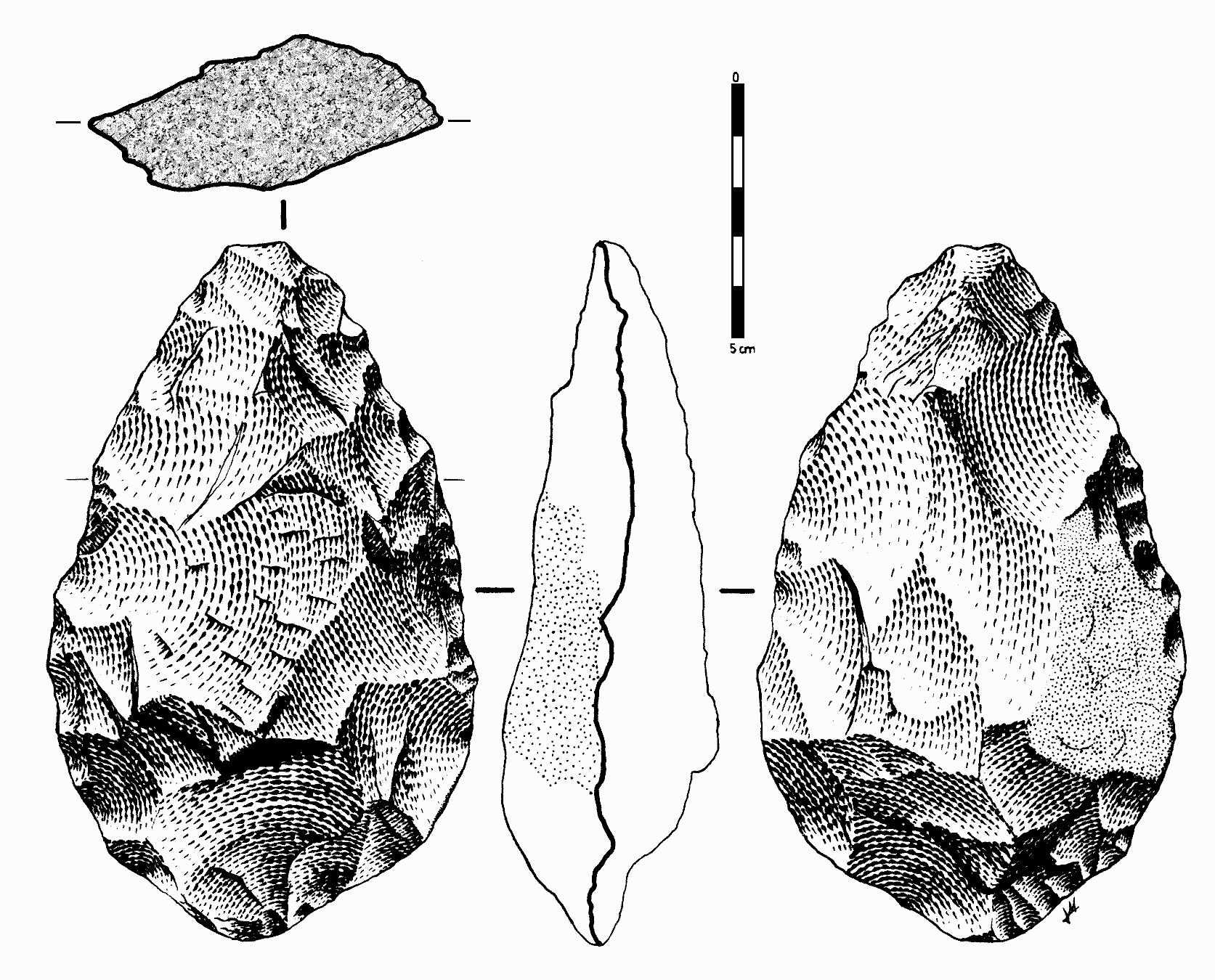
Biface proveniente da Espanha

Neste período, os humanos eram essencialmente nômades caçadores-coletores, tendo que se deslocar constantemente em busca de alimentos. Desenvolveram os primeiros instrumentos de caça feitos em madeira, osso ou pedra lascada. A Era Paleolítica na Europa precedeu a Era Mesolítica, embora a data da transição varie geograficamente em vários milhares de anos. Durante a Era Paleolítica, os hominídeos agrupavam-se em pequenas sociedades, como bandos, e subsistiam coletando plantas, pescando e caçando animais selvagens ou alimentando-se a partir de cadáveres. A Era Paleolítica é caracterizada pelo uso de ferramentas de pedra lascada, embora na época os humanos também usassem ferramentas de madeira e osso. Outras matérias-primas orgânicas foram adaptadas para uso como ferramentas, incluindo couro e fibras vegetais; no entanto, devido à rápida decomposição, não se encontram grande número de achados em bom estado de preservação.
Há cerca de 50.000 anos, ocorreu um aumento acentuado da diversidade de artefactos. Em África, surgem artefactos ósseos e a primeira arte nos registos arqueológicos. A primeira evidência de pesca humana é também assinalada, a partir de artefactos em locais como a caverna de Blombos na África do Sul. Os arqueólogos distinguem os artefactos dos últimos 50.000 anos em muitas categorias diferentes, tais como pontas de projécteis, ferramentas de gravura, lâminas de facas afiadas e ferramentas de perfuração e piercing.
A humanidade evoluiu gradualmente a partir dos primeiros membros do género Homo - como Homo habilis, que utilizavam ferramentas simples de pedra - em humanos anatomicamente modernos, bem como humanos comportamentalmente modernos pelo Paleolítico Superior.. Durante o final do Paleolítico, especificamente o Paleolítico Médio ou Superior, os humanos começaram a produzir as primeiras obras de arte e a envolver-se em comportamentos religiosos ou espirituais, como enterros e rituais. As condições durante a Idade Paleolítica passaram por um conjunto de períodos glaciares e interglaciais em que o clima variava periodicamente entre temperaturas quentes e frias.
Por volta de c. 50.000AP, os primeiros humanos pisaram a Austrália. Por volta de c. 45.000 AP, os humanos viviam na latitude 61°N na Europa. No final do Paleolítico Superior, os humanos atravessaram a Beríngia e difundiram-se pelos continentes Américas.
O surgimento do Paleolítico coincide com o final da época geológica Plioceno do período geológico Neogeno, quando viveu o hominídeo Australopithecus, e se desenvolve como um todo durante o Pleistoceno, época geológica caracterizada pelo predomínio de humanos anatomicamente modernos e pelas glaciações. O Pleistoceno se situa no período geológico Quaternário.
O termo Paleolítico foi empregado pela primeira vez pelo historiador John Lubbock. Foi precedido pelo período pré-histórico que alguns historiadores chamam de Eolítico, e sucedido pelo Neolítico. Na Europa e em outros locais onde ocorreram glaciações, intercala-se o período chamado Mesolítico entre o Paleolítico e o Neolítico.

## Paleolítico Inferior
Foi nesse período que surgiram as primeiras espécies de hominídeos, provavelmente na África. Nesta época a temperatura era muito baixa, obrigando os humanos e outros animais a viver em cavernas. Os hominídeos surgidos nesta época foram os Australopithecus, Homo habilis e Homo erectus. As tecnologias empregadas no período foram, por ordem crescente de complexidade, a olduvaiense, a acheulense e a clactoniense.
Os objetos foram confeccionados primeiro em osso e madeira, depois em pedra e marfim. Usavam um machado de pedra, para cortar e esmagar os alimentos, para defesa e fazer furos. As lascas eram aproveitadas para fabricar objetos cortantes, daí o Paleolítico ter ficado também conhecido como Período ou Idade da Pedra Lascada.
A sociedade era comunal, já possuíam uma certa organização social e a família já tinha importância no contexto da sociedade. Eram nômades e dominaram o fogo.

## Paleolítico Médio
O paleolítico médio é um conceito que compreende um espaço temporal, cultural e geográfico mais restrito do que os períodos do Paleolítico que o antecedem e sucedem.
O Homem de Neandertal, a distribuição geográfica (Europa), as técnicas de talhe (indústria musteriense) e a cronologia (c. 300 mil a 30 mil anos a.C.) são características que definem este período da pré-história.
É nesse período que surgem os primeiros sambaquis, encontrados principalmente nas regiões litorâneas da América do Sul; devido ao fato de serem nômades, permaneciam num determinado local até que se esgotassem os alimentos, quando então partiam; neste local amontoavam conchas, restos de fogueiras e animais. Era também aí que enterravam os mortos, junto a seus pertences (colares, vestes, ferramentas e cerâmicas), ou seja, um conceito primitivo de religião já se formava.

## Paleolítico Superior
No Paleolítico Superior os humanos passaram a habitar em cavernas, devido ao resfriamento intenso do planeta e o norte da Europa ter ficado coberto de gelo como consequência da quarta glaciação. Neste período desenvolveu-se o homem de Cro-Magnon, que já é o humano moderno propriamente dito. Caçava animais de grande porte (mamute, bisão, renas) utilizando para isso armadilhas montadas no chão.

## Religião
Apesar de convencionar-se que a consolidação da religião ocorre no período Neolítico, a arqueologia registra que no Paleolítico existiu uma religião primitiva. Essa era baseada no culto à mulher com a associação desta ao poder de dar a vida. Foram descobertas, no abrigo de rochas Cro-Magnon em Les Eyzies, conchas cauris, descritas como "o portal por onde uma criança vem ao mundo"; eram cobertas por um pigmento de cor vermelho ocre, que simbolizava o sangue, e estavam intimamente ligadas ao ritual de adoração às estatuetas femininas, que evidenciavam a função da mulher no período, a de procriar, com úteros grandes, que se entende como gravidez e seios também grandes, evidenciando a amamentação. Escavações atestaram que estas estatuetas eram encontradas muitas vezes numa posição central, em oposição aos símbolos masculinos, que eram localizados em posições periféricas ou ladeando as estatuetas femininas.

## Passagem
A passagem do período Paleolítico para o Neolítico foi bastante gradual, tendo levado cerca de 10 mil anos, e ficou conhecida como a Revolução Neolítica (nome dado pelo historiador Gordon Childe), visto terem ocorrido conquistas tecnológicas que garantiram a sobrevivência dos povos nesse período.
As principais alterações foram:
- A crosta terrestre aquece, aumentando o nível dos mares e resultando em alterações climáticas.
- Formam-se grandes rios e desertos, além de florestas temperadas e tropicais.
- Animais de grande porte (Megafauna) desaparecem e dão origem à fauna que conhecemos hoje.
- O Ser Humano aprende aos poucos a reproduzir plantas, domesticar animais e armazenar alimentos.
- A agricultura e a domesticação de animais favorecem um sensível aumento populacional em algumas regiões.
- Ampliam-se as conquistas técnicas, como a produção de cerâmica.
- Os povos aprendem aos poucos como se organizar e trabalhar em sistemas cooperativos.